# دولوميت (سلسلة جبلية)
دولوميت(بالإيطالية: Dolomiti)‏ ;(بالألمانية: Dolomiten);(بالفرنسية: Dolomitis)‏ هي جزء من جبال الألب الإيطالية تقع في إقليم ترينتينو ألتو أديجي في شمال إيطاليا . و هي توجد في مقطاعات بلونو ومقاطعة بولسانو ومقاطعة ترينتو و يبلغ أعلى ارتفاع لها 3.343 متر . سميت باسم العالم الفرنسي دولوميو الذي كان أول من قام بتحليل صخور الدولوميت التي تتكون منها تلك الجبال .

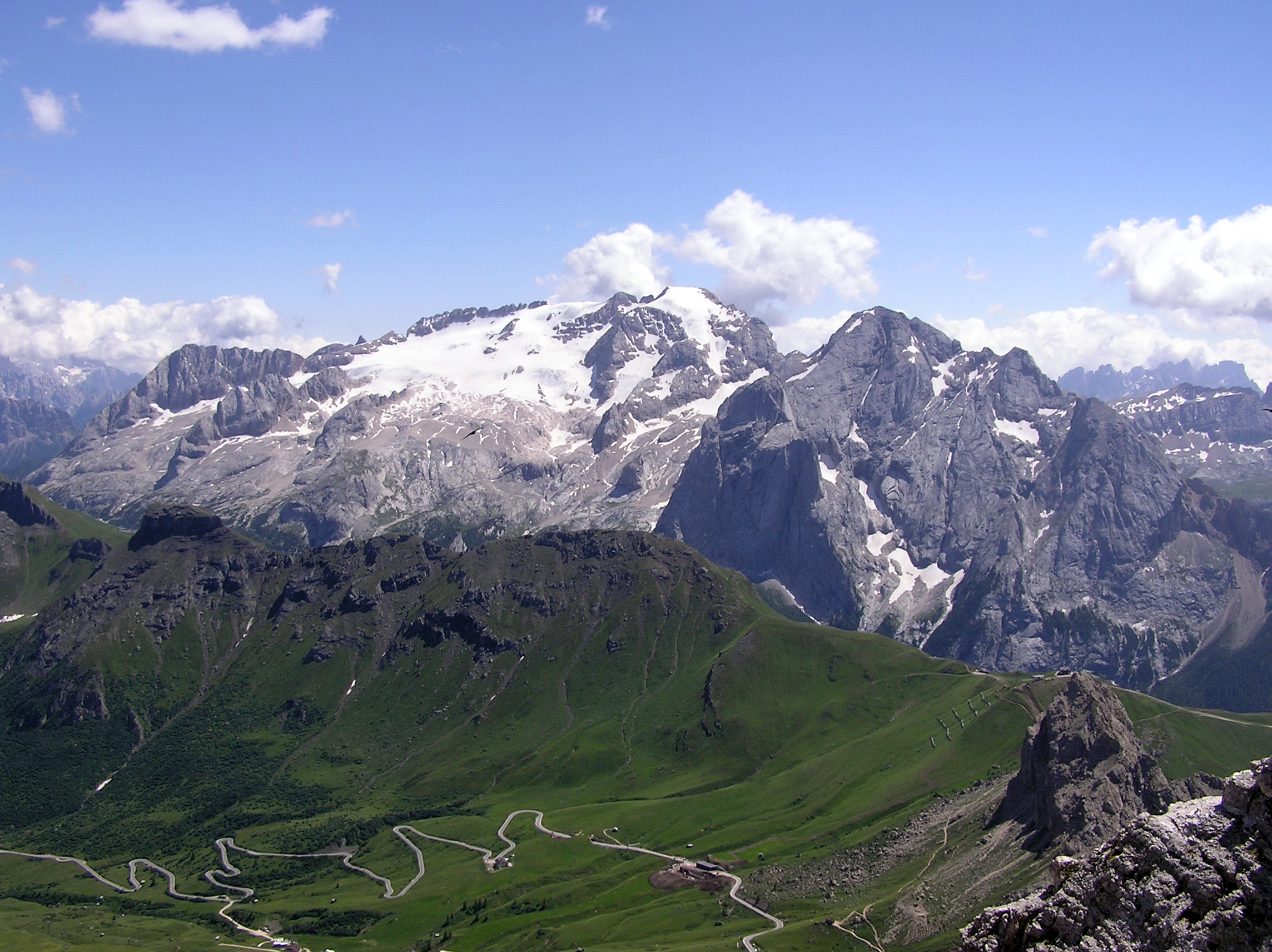
قمة مارمولاتا

## التاريخ
خلال الحرب العالمية الأولى كانت الدولوميت خطا للمعارك بين القوات الإيطالية و الإمبراطورية النمساوية المجرية و شهدت الكثير من المعارك.

## سبب التسمية
يرجع سبب التسمية إلى العالم الفرنسي دولوميو الذي وصف صخور الدولوميت الكربونية التي كانت سبب الالوان المميزة للجبال.

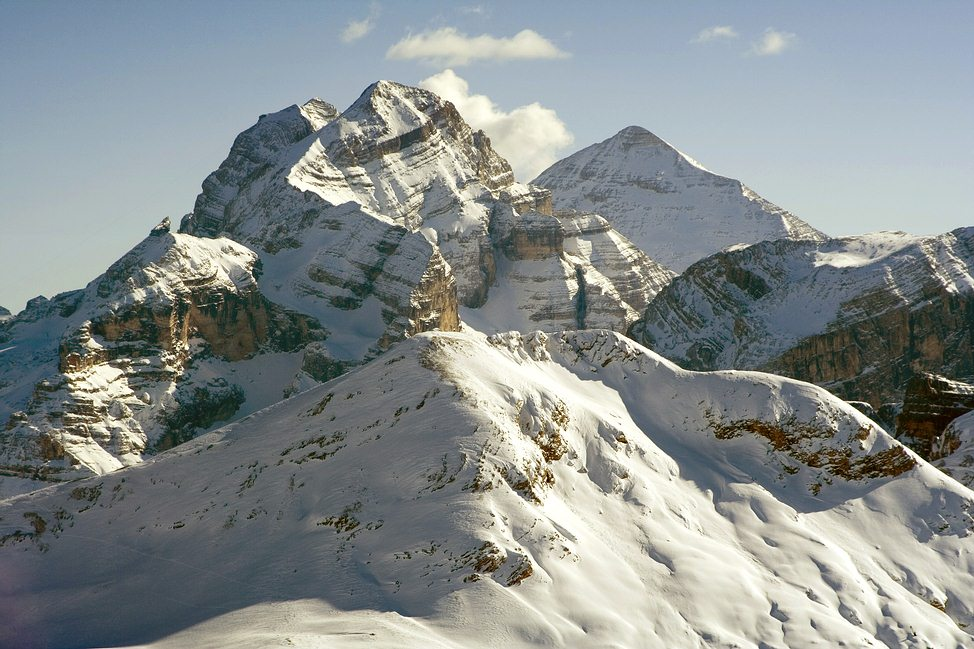
جبال توفانا

## السياحة
تعتبر الدولوميت وجهة مهمة لرياضات الشتاء وخاصة التزلج على الجليد.

## صور لجبال الدولوميت

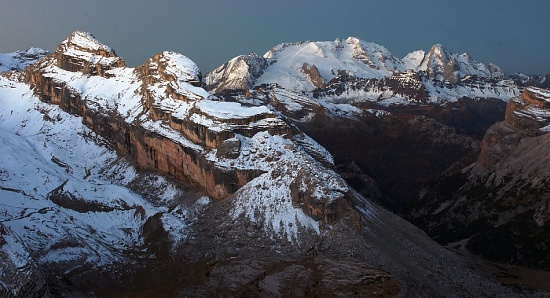
Ciampestrinspitzen و Marmolata
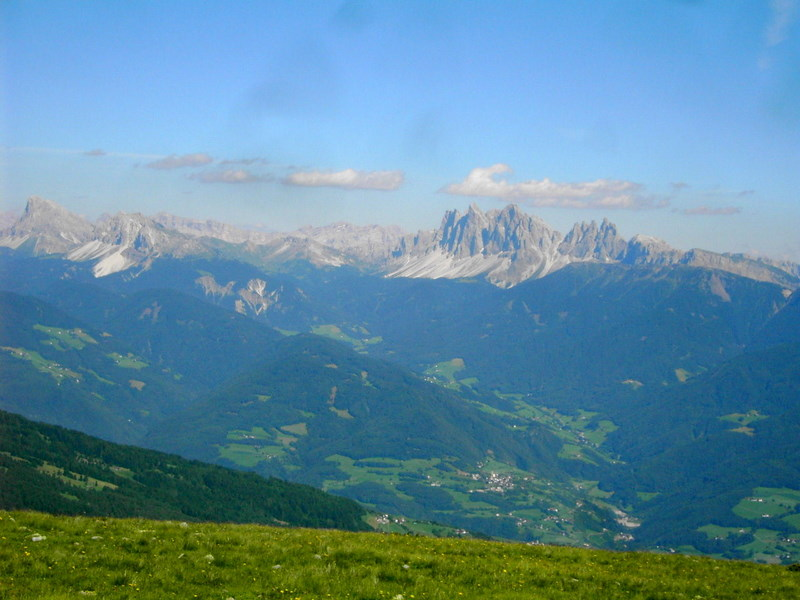
Geislerspitzen
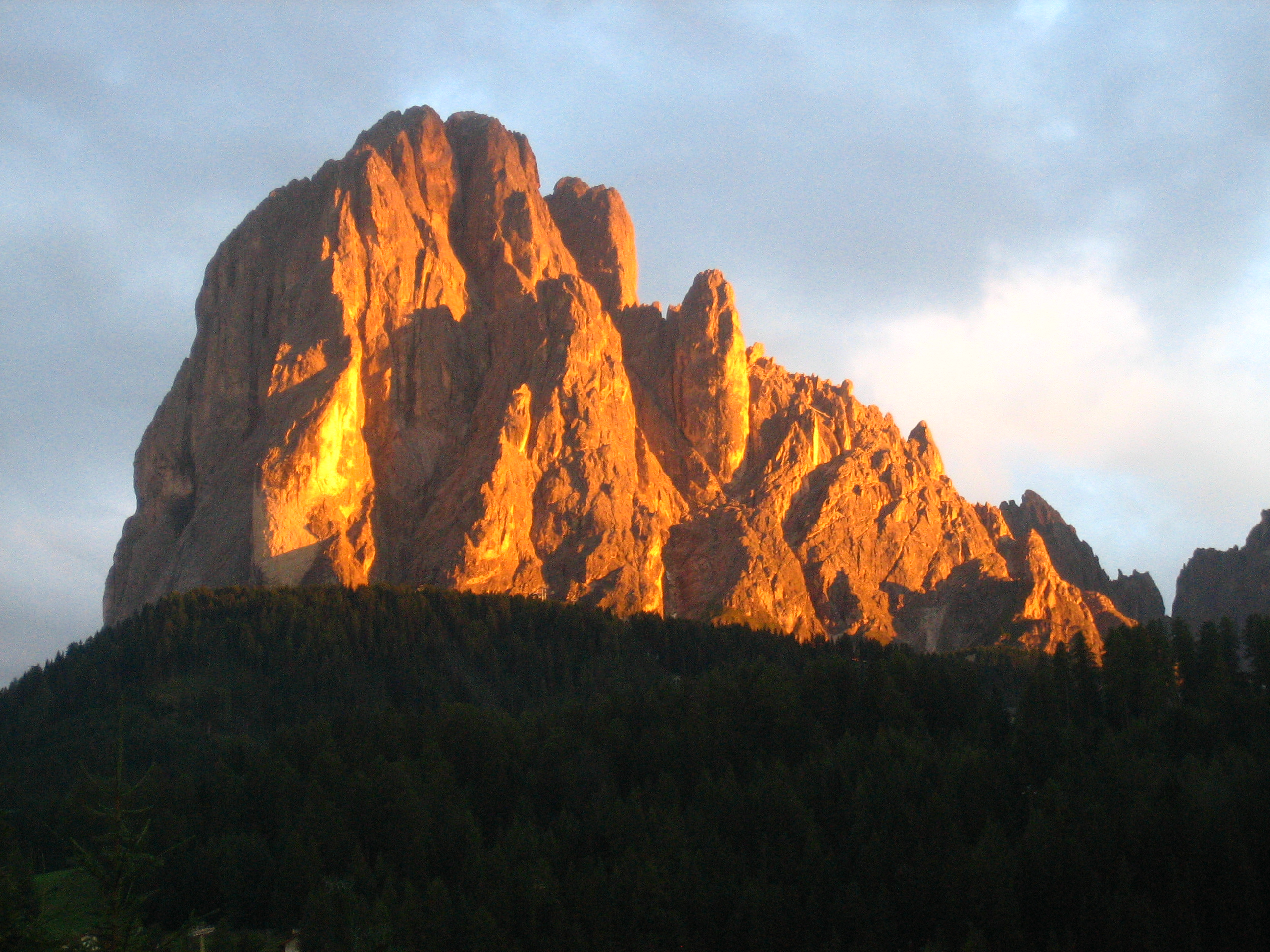
قمة لانغكوفل
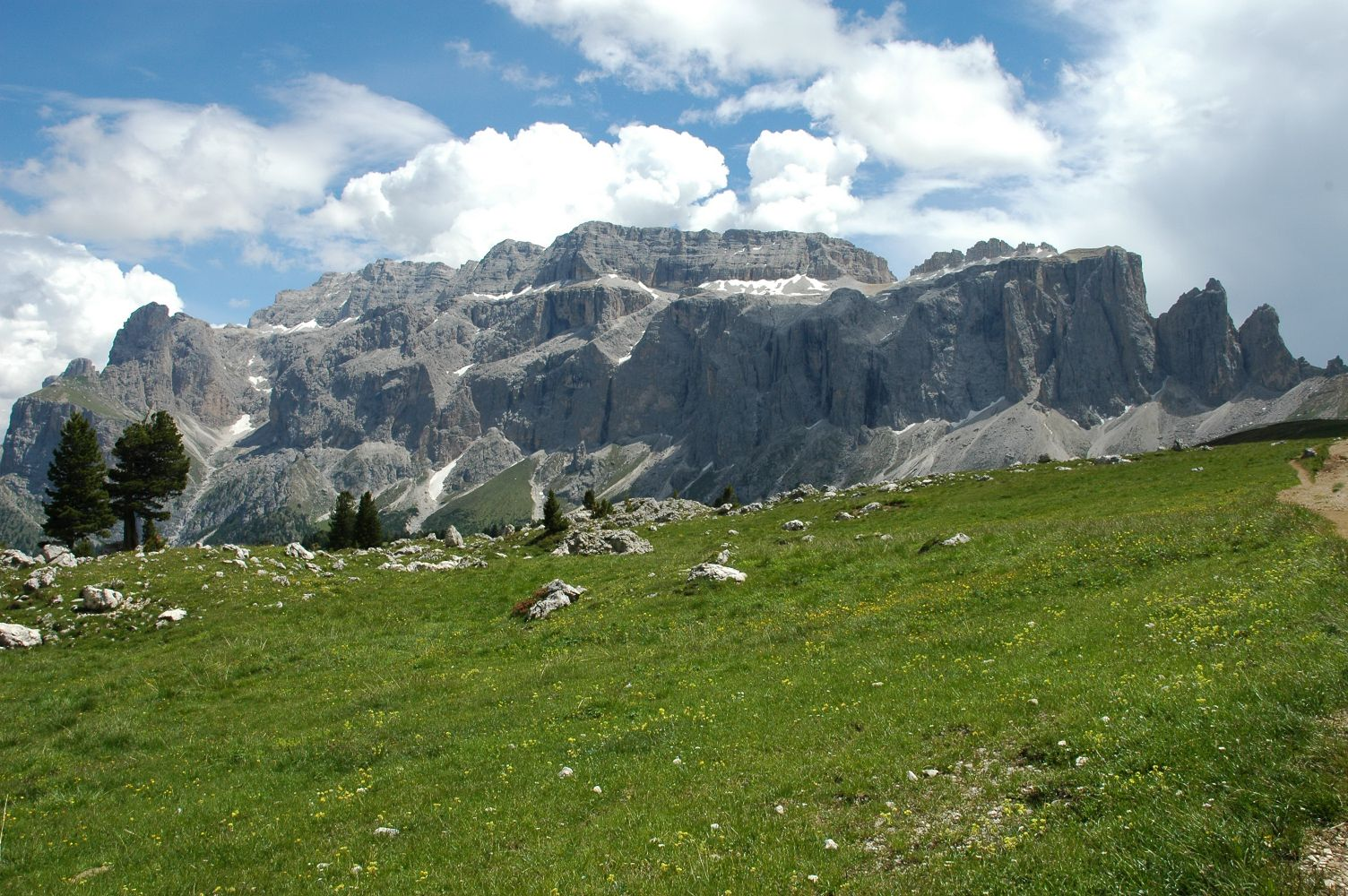
قمة سيلاستوك
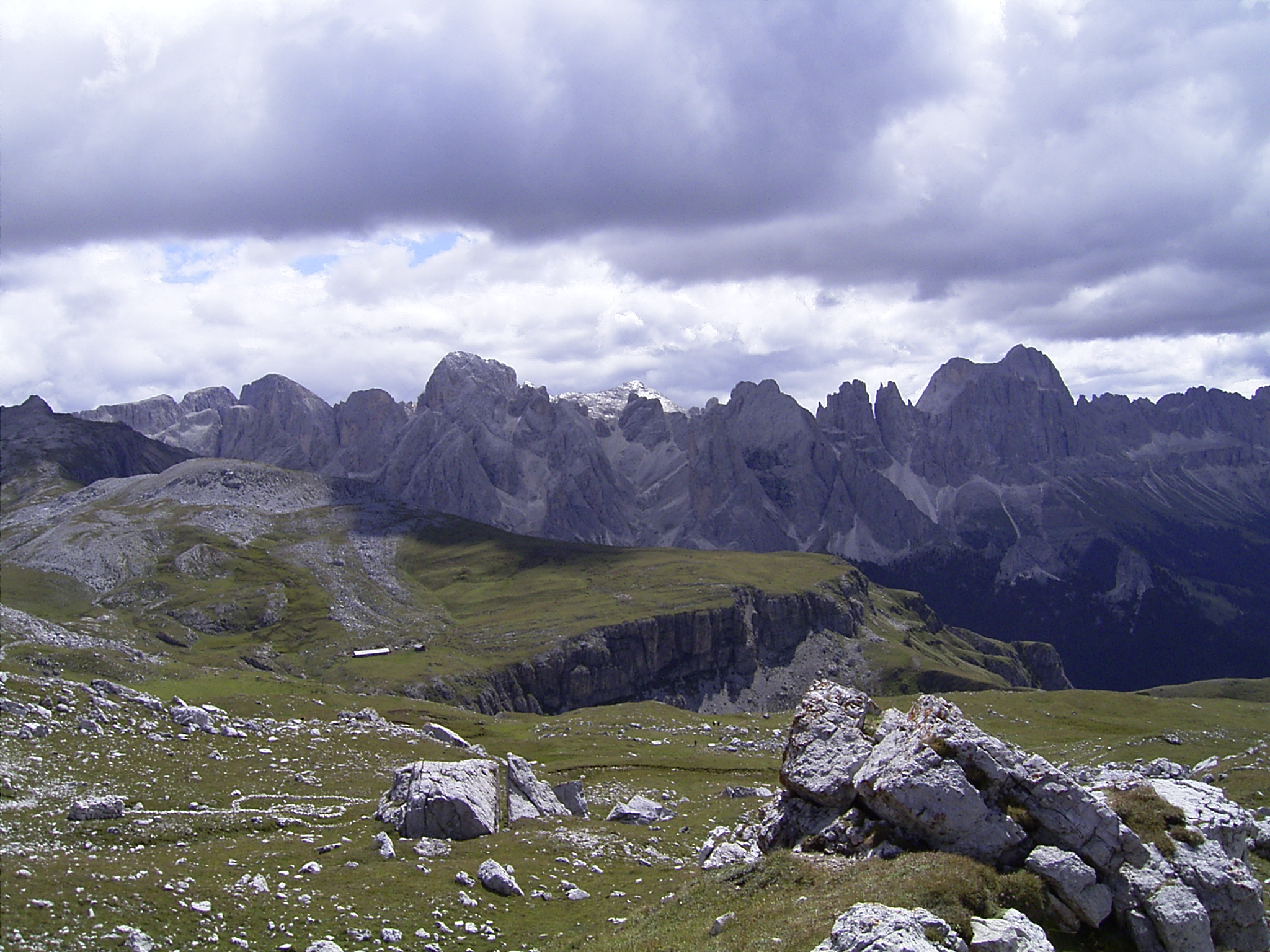
سلسلة روزنغارتن
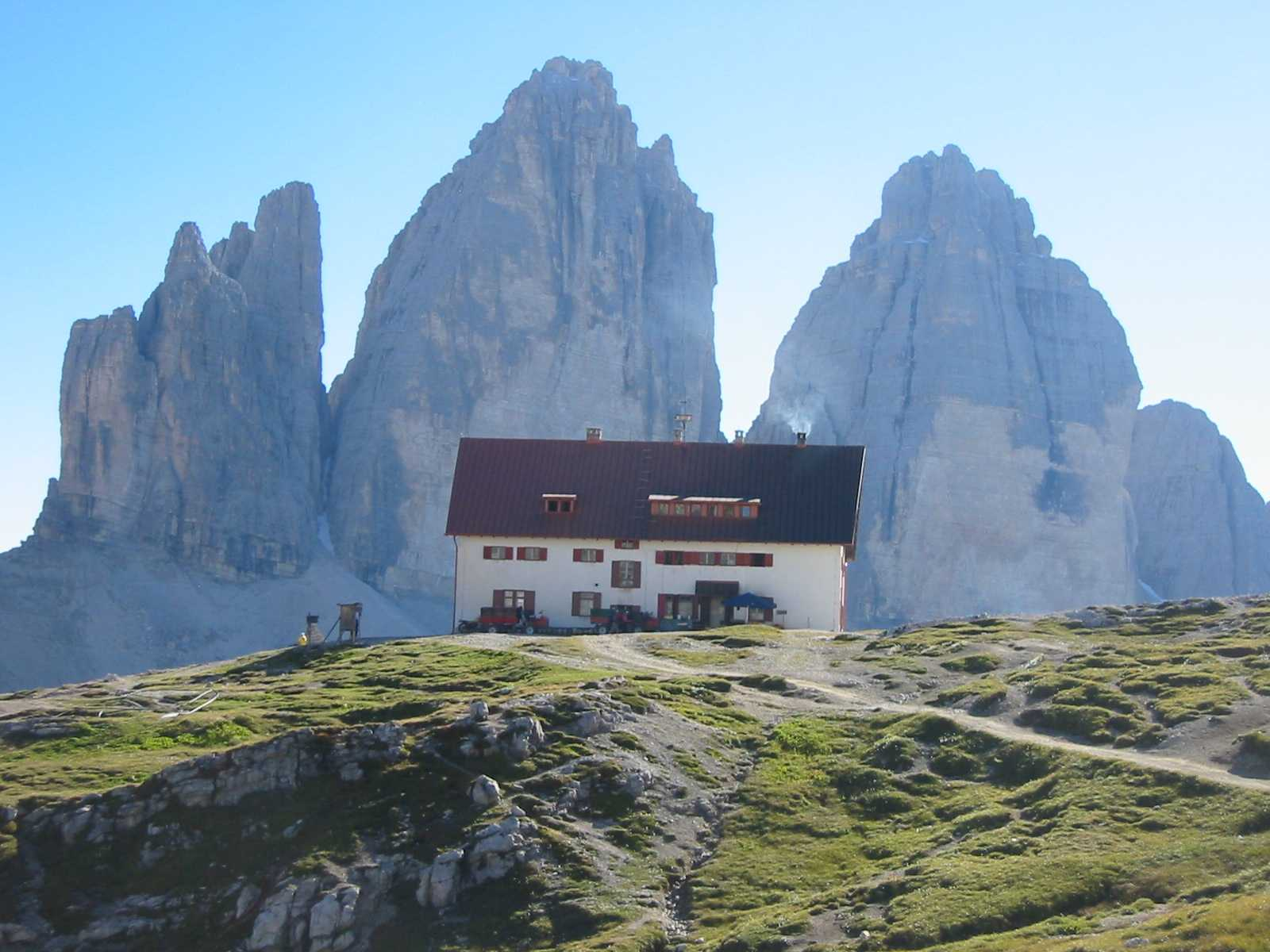
القمم الثلاث Drei Zinnen واستراحة متسلقي الجبال

## اقرأ أيضا
- قمة روزنجارتن
- استراحة جراسلايتن هوته